# Justynian Niemirowicz-Szczytt (zm. 1677)
Justynian Niemirowicz-Szczytt (Szczytt-Niemirowicz / Szczyt / Szczyth) herbu Jastrzębiec (zm. 1677) – podwojewodzi połocki (1666–1670), podkomorzy połocki (od 1673), poseł na sejmy, fundator klasztoru i kościoła Franciszkanów w Prozorokach
Syn Krzysztofa i Zofii z Lissowskich II v. za Józefem Skinderem. Wnuk podwojewodziego połockiego Mikołaja Niemirowicza-Szczytta, syna marszałka hospodarskiego Mikołaja.
Miał trzech braci – Jana, Mikołaja (elektora królów Michała Korybuta i Jana III) i Aleksandra – oraz dwie siostry – Annę i Halszkę.

## Aktywność polityczna
Długoletni stronnik Sapiehów – wojewody wileńskiego i hetmana wielkiego litewskiego Pawła Jana, a następnie jego synów, w tym Benedykta Pawła.
Przed 1666 został podwojewodzim połockim z ramienia wojewody Jana Karola Kopcia. Reprezentował woj. połockie na sejmie w 1667, nadzwyczajnym I abdykacyjnym w 1668, elekcyjnym w 1669 (elektor Michała Korybuta Wiśniowieckiego), koronacyjnym w 1669, zwyczajnym w 1670, elekcyjnym w 1674 (elektor Jana III Sobieskiego).
W 1670 Justynian Niemirowicz-Szczytt zaangażował się w konflikt pomiędzy obozem Paców a stronnikami Radziwiłłów i Sapiehów. Zarzucił marszałkowi Trybunału Litewskiego, Mikołajowi Ciechanowieckiemu, nielegalny wybór na tę funkcję i nadużycia. Mimo przejściowego sukcesu, ostatecznie wygrali zwolennicy Paców, a on sam został skazany na wieczną banicję i gardło.
W 1673 został nominowany na podkomorzego połockiego.

## Majątek i fundacje
Posiadał znaczny majątek, w tym dobra Białe, Hubin, Sanniki. Pohorełe, Ołoskowo i Komorowszczyznę. W 1663 nabył od szwagra, Stefana Tukowicza, dobra Tabołki, które następnie przez ponad 200 lat znajdowały się w posiadaniu potomków jego syna Konstantego, stając się ich rezydencją. Jak podaje Żychliński, w czasie wojny polsko-moskiewskiej (1654-67) u Niemirowicza-Szczytta w Tabołkach stanął kwaterą wojewoda ruski Stefan Czarniecki. Na pamiątkę podarował gospodarzowi swój stolik obozowy z własnoręcznym napisem.
W 1666 kupił Prozoroki. W 1677 sprowadził do Prozoroków Franciszkanów, fundując im klasztor i drewniany kościół pw. NMP. Na podzamczu w Połocku znajdował się jego dwór.

## Rodzina
W 1648 poślubił Annę Tukowiczównę (zm. 1694), córkę Bazylego i Zofii z Sieheniów. Miał sześciu synów – Konstantego Marcjana (ojca kasztelana inflanckiego Jana Niemirowicza-Szczytta i dziada Justyniana Niemirowicza-Szczytta), Bronisława, Krzysztofa Benedykta (ojca kasztelana mścisławskiego Józefa Niemirowicza-Szczytta i dziada kasztelana brzeskolitewskiego Józefa Niemirowicza-Szczytta i starosty witagolskiego Krzysztofa Niemirowicza-Szczytta), Samuela Karola (dziada Marcina Niemirowicza-Szczytta), Olbrachta (podstolego wendeńskiego i smoleńskiego) i Kazimierza (jezuitę).
Zmarł w 1677. Został pochowany w kościele Franciszkanów w Prozorokach.